# Стымони
Стымо́ни (бел. Стымо́ні, пол. Stymonie) — деревня в Сморгонском районе Гродненской области Белоруссии.
Входит в состав Коренёвского сельсовета.
Расположена в центральной части района на реке Студенец, неподалёку от её истока. Расстояние до районного центра Сморгонь по автодороге — около 12,5 км, до центра сельсовета деревни Корени по прямой — 12 км. Ближайшие населённые пункты — Слобода, Студенец, Талмутишки. Площадь занимаемой территории составляет 0,2920 км², протяжённость границ 4680 м.
Согласно переписи население деревни в 1999 году насчитывало 64 жителя.
До 2008 года Стымони входили в состав Белковщинского сельсовета.
Через деревню проходит автомобильная дорога местного значения Н6135 Сморгонь — Ябровичи.
Через Стымони проходят регулярные автобусные маршруты:
- Сморгонь — Стрипуны
- Сморгонь — Ябровичи